# Calavera

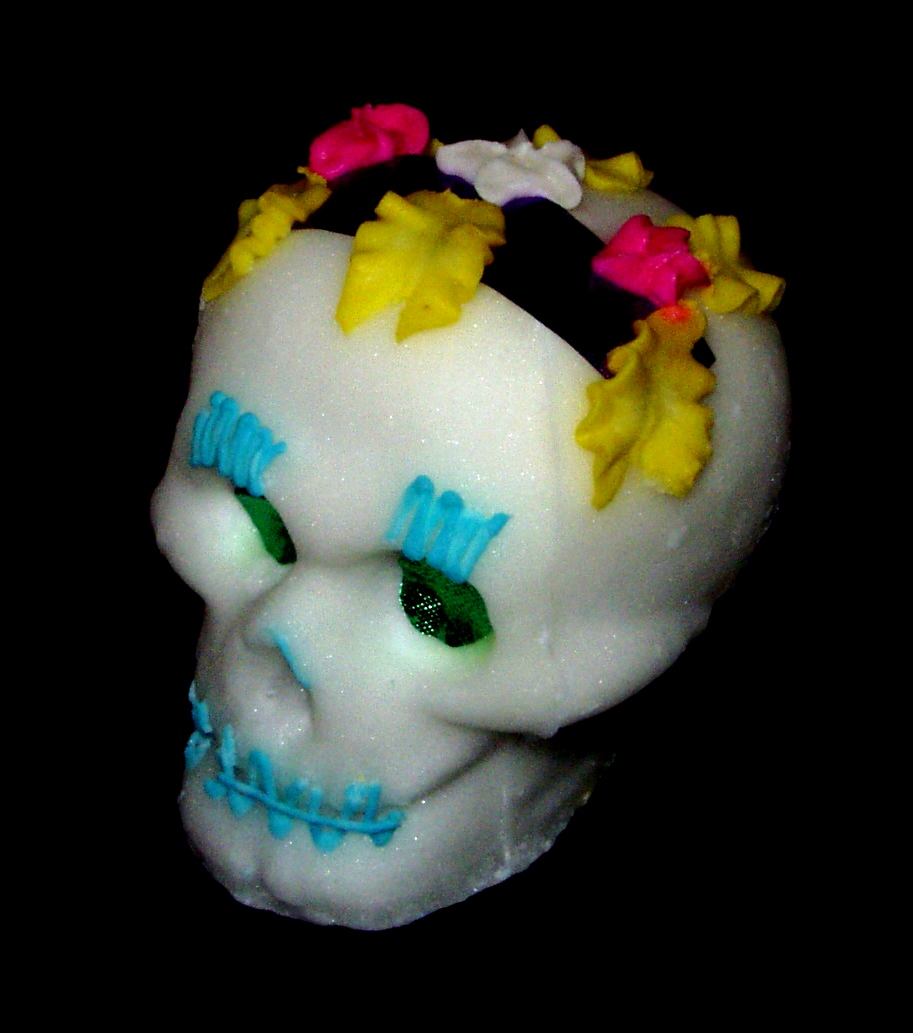
Caveira de açúcar usada no Dia dos Mortos

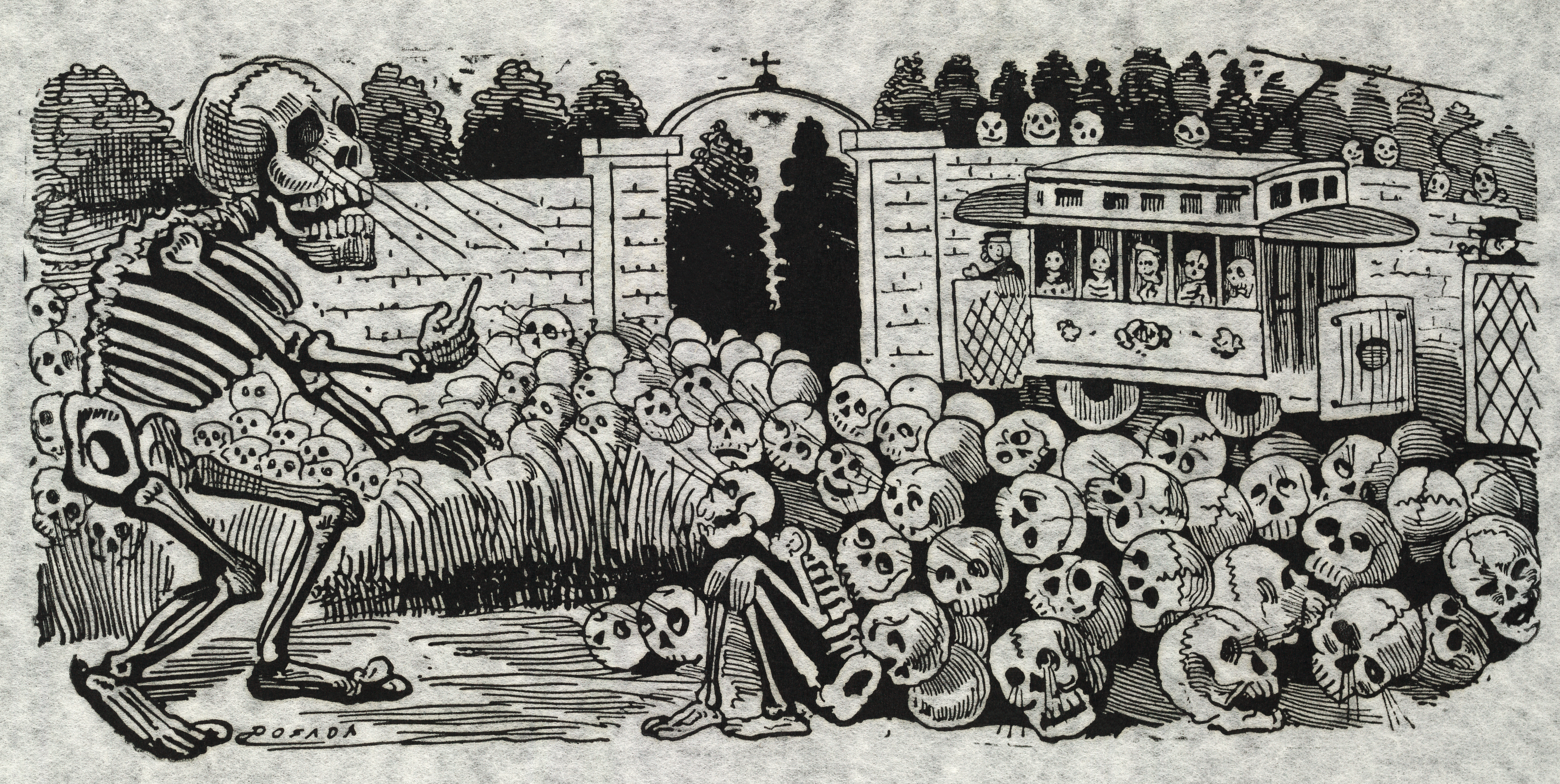
"Gran calavera eléctrica" por José Guadalupe Posada, 1900–1913. restaurada

A calavera (IPA kalaˈβeɾa em espanhol para "Crânio humano") é uma representação do crânio humano feita seja em açúcar ou em argila, que é usada no México na celebração  do Dia dos Mortos, Dia dos Fiéis Defuntos da Igreja Católica. Calavera é também qualquer representação artística de caveiras, como as litografias de José Guadalupe Posada.

## Caveiras de açúcar
São doces feitos em açúcar de cana (numa variante de alfenim), geralmente em uma única peça, sem corante (exceto por vezes baunilha) e adornados com traços de tintura vegetal, geralmente em verde, azul, amarelo ou vermelho. Os nomes das pessoas representadas ou mesmo vivas são comumente escritos na testa e podem ser comprados e dados como presentes.
Algumas pessoas guardam essas caveiras por alguns dias para depois jogá-las fora, outras as comem. Há variações também comestíveis que são feitas de chocolate.

## Caveiras de argila
Existem vários brinquedos de barro representando Calaveras, os quais se assemelham à forma do crânio humano. Normalmente, esses brinquedos são pintados em algum tom de tinta prata, embora também sejam comumente encontrados em cores como branco, preto e vermelho. Olhos frisados de cores diferentes também são comumente adicionados.

## Na literatura
Calaveras na literatura são poemas escritos para o Dia dos Mortos mas com intenção de serem humorísticos com críticas às maneiras de viver.Na literatura, as Calaveras se originaram na segunda metade do século XIX, quando a publicação de gravuras de alguns políticos importantes começaram a aparecer  na imprensa. Tais personagens eram representadas por esqueletos cujos rostos tinham os traços da pessoa, sendo facilmente identificáveis. Além disso, tais desenhos continham textos escritos que contavam dados sobre a causa da morte das pessoas.